# Bakewelltaart

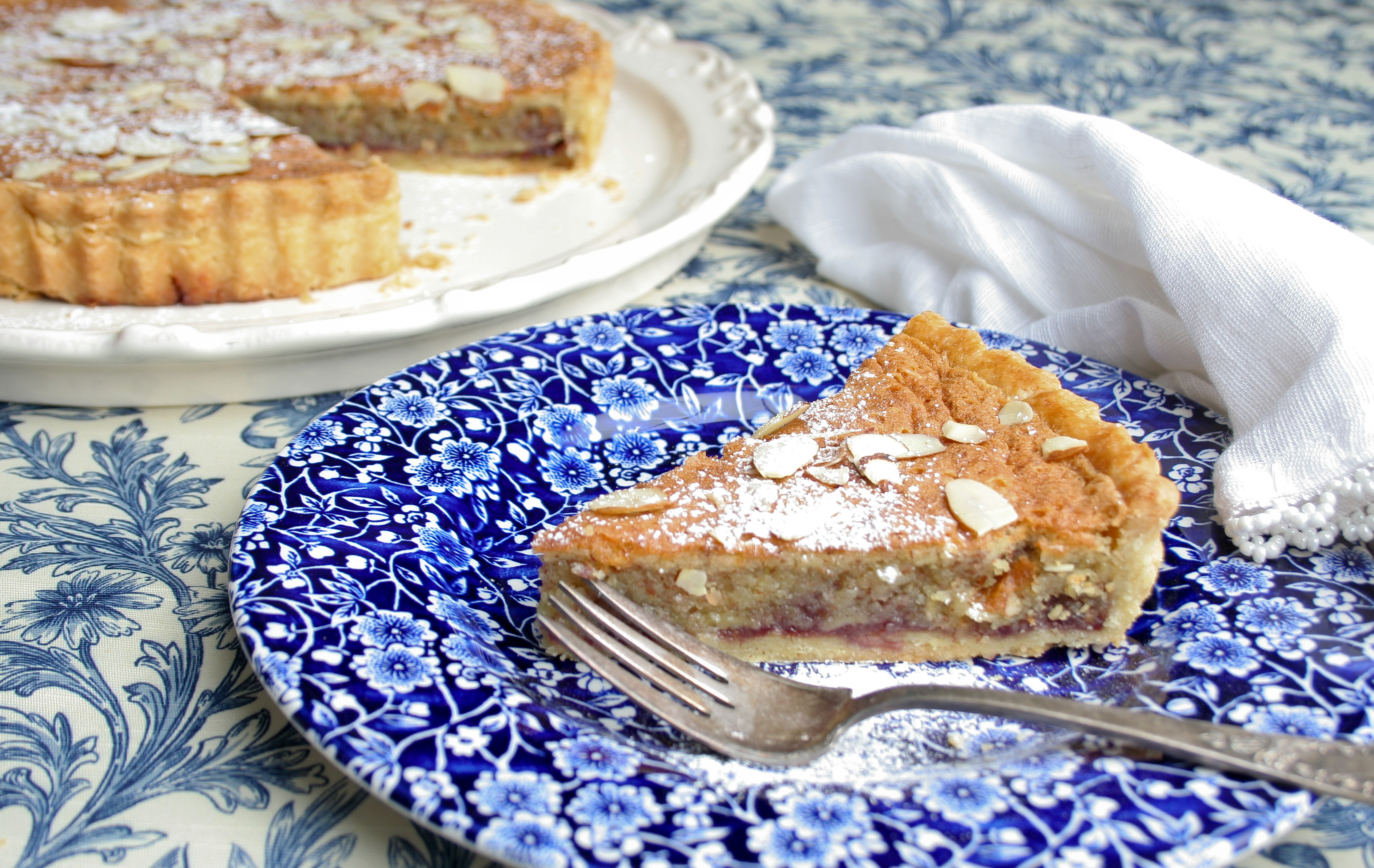
Bakewelltaart

Een bakewelltaart (Engels: Bakewell tart) is een Engelse taart die bestaat uit een kruimeldeeg en laagjes confituur en frangipane, afgewerkt met amandelschilfers. Het is een 20e-eeuwse variant op de Bakewell pudding, een gebak uit het stadje Bakewell dat met een soort bladerdeeg wordt gemaakt. Het is vergelijkbaar met een frangipanetaart zoals die in België en Nederland vaak wordt gemaakt.